# Septi-chenwi
Septi-chenwi ist die Bezeichnung eines altägyptischen Dekans, der vier Dekan-Sterne umfasste. 
Die auffälligsten Sterne dieses Dekans sind Delta Sagittarii (Kaus Medius) im Sternbild Schütze sowie Delta und Epsilon Ophiuchi (Yed Prior und Yed Posterior) im Sternbild Schlangenträger.
In den Dekanlisten der Sethos-Schrift repräsentierte Septi-chenwi am Leib der Nut den 13. Dekan. Der heliakische Aufgang war für den 6. Achet I angesetzt und hatte als Datierungsgrundlage die verfügte Anordnung unter Sesostris III. (12. Dynastie) in dessen siebtem Regierungsjahr. 